# (7213) Conae
(7213) Conae – planetoida z grupy pasa głównego asteroid okrążająca Słońce w ciągu 4 lat i 26 dni w średniej odległości 2,55 j.a. Została odkryta 31 maja 1967 roku w Obserwatorium Féliksa Aguilara przez zespół El Leoncito Station. Nazwa planetoidy pochodzi od CONAE, narodowej argentyńskiej agencji kosmicznej powstałej w 1991 roku. Przed nadaniem nazwy planetoida nosiła oznaczenie tymczasowe (7213) 1967 KB.